# Вальтеншвиль
Вальтеншвиль (нем. Waltenschwil) — коммуна в Швейцарии, в кантоне Аргау.
Входит в состав округа Мури.  Население составляет 2275 человек (на 31 декабря 2007 года). Официальный код  —  4240.